# Jenny Herz
Jenny Herz foi uma patinadora artística austríaca. Ela conquistou duas medalhas de prata em campeonatos mundiais.

## Principais resultados
| Campeonato Mundial | Medalha de prata | Medalha de prata |